# Emissionserklärung
Emissionserklärung ist die Selbstauskunft eines Anlagenbetreibers gegenüber der zuständigen Behörde über Art, Menge, räumliche und zeitliche Verteilung von Emissionen in nicht nur geringem Umfang, die von der Anlage in einem bestimmten Zeitraum ausgegangen sind sowie über die Austrittsbedingungen.
Die mitgeteilten Werte sind Grundlage der sicherheitstechnischen Anlagenüberprüfung im Sinne der Industrieemissions-Richtlinie und fließen in das Emissionskataster ein.

## Rechtsgrundlagen

### Bundes-Immissionsschutzgesetz
Die Betreiber genehmigungsbedürftiger Anlagen sind gem. § 27 BImschG verpflichtet, Angaben zu machen über Art, Menge, räumliche und zeitliche Verteilung der von der Anlage ausgehenden Luftverunreinigungen. Inhalt, Umfang und Form der Emissionserklärung sind in der 11. BImschV geregelt.
Die Emissionserklärung nach § 27 BImschG ist zu unterscheiden von dem im Fall des Emissionshandels erforderlichen Emissionsbericht (§ 5 TEHG) sowie dem für das beim Umweltbundesamt geführte Schadstoffemissionsregister zu erstellenden PRTR-Bericht (§ 3 SchadRegProtAG).

#### Inhalt und Umfang der Erklärung
Der erforderliche Inhalt ergibt sich aus dem Anhang zur 11. BImschV. Die Angaben umfassen emissionsrelevante gehandhabte Stoffe, emissionsverursachende Vorgänge sowie die Emissionen selbst, darunter bestimmte Stoffe nach der TA Luft wie Quecksilber, Arsen, Cadmium und Nickel, außerdem andere sehr giftige Stoffe im Sinne der Gefahrstoffverordnung und Stoffe mit vergleichbarer toxischer Wirkung (§ 3 Abs. 1 der 11. BImschV).
Neben den Stammdaten des Betriebes und der Anlage sind auch die Betriebsdauer und Arten des Betriebs (z. B. bestimmungsgemäßer Betrieb, Anfahrbetrieb, Teillastbetrieb, Betriebsstörung / Notbetrieb) anzugeben.
Wesentlicher Bestandteil der Emissionserklärung ist jedoch die Angabe der emittierten Stoffe (§ 5 der 11. BImschV). Diese sind durch Messung, Berechnung oder Schätzung (durch Heranziehung der Ergebnisse vergleichbarer Anlagen) zu ermitteln, wobei die Ermittlungsverfahren als gleichberechtigt anzusehen sind. Es sind nicht nur gezielte aktive Emissionsvorgänge zu betrachten, wie z. B. die Ableitung von Abgasen über einen Schornstein, sondern auch passive (z. B. Tankatmung) oder diffuse Emissionen (z. B. Staubverwehungen bei Umschlagevorgängen oder Abwehungen von Halden und Verkehrswegen).

#### Form
Die Emissionserklärung ist in der Regel in elektronischer Form abzugeben (§ 3 Abs. 3 der 11. BImschV). Die Erstellung und Abgabe erfolgt dann über ein webbasiertes Softwaretool (BUBE-Online – Betriebliche Umweltdatenberichterstattung). Der Anlagenbetreiber kann sich zur Erstellung einer Emissionserklärung der Hilfe Dritter bedienen.
Der erste Erklärungszeitraum für die Emissionserklärung war das Kalenderjahr 2008. Im Abstand von vier Jahren ist jeweils zum 31. Mai des dem Erklärungszeitraum folgenden Jahres eine aktualisierte Emissionserklärung abzugeben. Für das Jahr 2020 endete die Erklärungsfrist am 31. Mai 2021.

### Kreislaufwirtschaftsgesetz
§ 41 KrWG sieht in Verbindung mit § 13 Abs. 5 der Deponieverordnung (DepV) eine jährliche Berichtspflicht für die Betreiber von Deponien bestimmter Klassen vor, unter anderem zu Emissionen über die Deponieoberfläche und Gaskonzentrationen im näheren Umfeld der Deponie.

## Österreich
In Österreich wurde die Industrieemissions-Richtlinie durch eine Novellierung des Emissionsschutzgesetzes umgesetzt. Regelungen zur Emissionserklärung finden sich in der Emissionserklärungsverordnung.